# Carex connectens
Carex connectens är en halvgräsart som beskrevs av Holmb. Carex connectens ingår i släktet starrar, och familjen halvgräs. Inga underarter finns listade i Catalogue of Life.